# Пастернацкий, Фёдор Игнатьевич
Фё́дор (Феодор) Игна́тьевич Пастерна́цкий (13 (25) декабря 1845 года, Дукора, Игуменский уезд, Российская империя, ныне Минская область, Белоруссия —  7 (20) августа 1902 года, деревня Пятевщина, ныне Минская область) — русский врач-терапевт. Один из основоположников бальнеологии и курортологии в России. Первым описал широко используемый в практике симптом почечных заболеваний, носящий его имя.

## Биография
Родился в семье священника Игнатия Иоанновича Пастернацкого и его супруги Анны Феодоровны, урождённой Ситкевич; отец был выходцем из дворян. Окончил Минскую духовную семинарию и (с отличием, в 1871) медицинский факультет Киевского императорского университета св. Владимира, получив учёную степень лекаря под руководством проф. В. Т. Покровского. В 1872 году назначен младшим врачом в Бессарабский 129-й пехотный полк и прикомандирован к Киевскому военному госпиталю; одновременно с этой службой в 1872—1877 годах был приватным преподавателем медицинских предметов в Киевской военно-фельдшерской школе. В 1873—1878 годах был сверхштатным ординатором при терапевтической госпитальной клинике Киевского университета. В 1879 году назначен младшим ординатором в Брест-Литовский военный госпиталь и прикомандирован к клиническому военному госпиталю Петербургской Военно-медицинской академии (ВМА); в 1882 году стал ассистентом при кафедре общей терапии и диагностики ВМА, которой руководил проф. Ю. Т. Чудновский. В 1888 году защитил диссертацию «О действии жаропонижающих — талина, антипирина и антифебрина на внутреннюю и наружную температуру и на потерю тепла кожею лихорадящего организма», за которую был удостоен учёной степени доктора медицины. В том же году назначен приват-доцентом Петербургской Военно-медицинской академии по клинике внутренних болезней. С 1891 экстраординарный профессор ВМА по основанной им кафедре госпитальной клиники, с 1893 — ординарный профессор. Описал (1907) симптом, характерный для некоторых заболеваний почек («симптом Пастернацкого»), предложил метод пальпации почек. Одним из первых исследовал Кавказские Минеральные Воды и климатические особенности Черноморского побережья России. Был председателем секции по бальнеологии «Русского общества охранения народного здравия». Инициатор и организатор Всероссийской гигиенической выставки (1894) и 1-го Всероссийского съезда по климатологии, гидробиологии и бальнеологии (1898). Умер 7 (20) августа 1902 года от хронического интерстициального нефрита в своём имении в деревне Пятевщина в 25 км от Минска, там и был похоронен. Могила утрачена, в 1990-х годах в соседнем населённом пункте Крупица был установлен мемориальный камень.

## Память
- Одна из улиц в агрогородке Крупица (Крупицкий сельсовет) Минского района Минской области Беларуси носит имя Ф. И. Пастернацкого.
- В честь Ф. И. Пастернацкого установлен мемориальный камень около врачебной амбулатории в агрогородке Крупица (Крупицкий сельсовет) Минского района Минской области Беларуси.